# 6975 Hiroaki
A 6975 Hiroaki (ideiglenes jelöléssel 1992 QM) a Naprendszer kisbolygóövében található aszteroida. Satoru Otomo fedezte fel 1992. augusztus 25-én.